# Eduard Pendorf
Eduard Pendorf (auch Edy; * 18. Oktober 1892 in Lehe bei Bremerhaven; † 1. November 1958 in Braunschweig) war ein deutscher Fußballspieler.

## Karriere

### Vereine
Vor seiner Einschulung zog er mit seinen Eltern nach Leipzig, wo er mit neun Jahren auf den „Bauernwiesen“ mit den Mitschülern des Königin-Carola-Gymnasiums zu kicken begann. Als 11-Jähriger trat er dem Plagwitzer Fußball-Club Normania bei, der sich damals überwiegend aus Thomas- und Handelsschülern zusammensetzte. Bald wurde er jedoch ein Anhänger des FC Wacker Leipzig.
„Edy“ zeichnete sich bald als Halbstürmer in der Schülermannschaft aus und gründete 1907 mit anderen fußballbegeisterten Schülern den Schleußiger Fußball-Club Olympia. Nach und nach qualifizierte sich der knorrige, langbeinige, noch jugendliche „Edy“ zu einem wirkungsvollen Mittelläufer. Sein Verein Olympia gehörte allerdings nicht zur Leipziger Elite (VfB, FC Wacker, SpVgg) und damit auch nicht zur mitteldeutschen oder deutschen Extraklasse. So wechselte er 1912 zum berühmten Ortsrivalen VfB Leipzig.
Bereits in seiner ersten Saison wurde er mit dem VfB Deutscher Meister. Mit Pendorf als Mittelläufer setzte sich der VfB gegen Askania Forst und Viktoria 1889 Berlin mit den Assen Willi Knesebeck, Helmut Röpnack und Willi Worpitzky durch und zog damit in das Endspiel ein. Dabei erzielte er am 11. Mai 1913 in München beim 3:1-Finalsieg gegen den Duisburger SpV als Mittelläufer ein Tor. Als Titelverteidiger führten den VfB 1914 Siege gegen Prussia Samland Königsberg und im Halbfinale gegen den Duisburger SV wiederum in das Finale. Im Endspiel um die „Jungfrau Viktoria“ traf „Edy“ Pendorf am 31. Mai 1914 in Magdeburg mit seinen Kameraden auf die SpVgg Fürth. Erneut traf er ins Schwarze, in der 83. Minute gelang ihm der 1:1-Ausgleich, doch die „Edy“, „Bert“ und „Paulsen“ unterlagen nach Verlängerung der SpVgg Fürth (Karl Burger, Julius Hirsch) mit 2:3 Toren.
„Edy“ Pendorf, von Beruf Bankbeamter, spielte beim VfB Leipzig Mittelläufer, sofern Camillo Ugi nicht anwesend war. Anderenfalls spielte er im Verein als Innenstürmer. Nach Beendigung des Ersten Weltkriegs nahm der Defensivspieler noch in den Jahren 1920, 1925, 1927 und 1930 an den Endrunden um die deutsche Fußballmeisterschaft mit dem VfB Leipzig teil. Der Einzug in das Endspiel gelang aber nicht mehr. Die Spanne seiner Aktivität in der Endrunde umfasst 18 Jahre. Als 40-Jähriger beendete er im Jahre 1932 seine Spielerlaufbahn.

### Auswahl-/Nationalmannschaft
Nach dem Wechsel zum VfB Leipzig kam er am 13. Oktober 1912 auch erstmals in die mitteldeutsche Auswahl, der er fortan angehörte. Mit Mitteldeutschland stand „Edy“ 1914 nach Erfolgen gegen Südostdeutschland und Süddeutschland im Finale um den Kronprinzenpokal. Das Endspiel fand am 22. Februar 1914 in Berlin gegen Norddeutschland statt. Die Mannen um Adolf Jäger, Otto Harder und Richard Queck setzten sich mit 2:1 Toren durch. Dies wiederholte sich sechs Jahre später, auch am 20. Juni 1920 in Hannover gegen Westdeutschland verließ er mit den Mitteldeutschen nur als „zweiter“ Sieger den Rasen. Mit 0:1 Toren nach Verlängerung verlor er auch das zweite Finale. Im dritten Anlauf gewann er am 20. März 1921 das Finale um den Bundespokal in Leipzig mit 4:0 Toren gegen Westdeutschland.
Seine vierte Endspielteilnahme am 6. März 1927 endete in Altona gegen Norddeutschland mit der dritten Niederlage. Sein letztes Spiel für Mitteldeutschland bestritt Pendorf am 12. Januar 1930 in Hamburg auf dem dortigen Victoria-Platz. Von 1912 bis 1930 hatte er 16 Spiele im Kronprinzenpokal, Bundespokal und Kampfspielpokal absolviert.
Der leichtathletisch ausgebildete, oft hart zu Werke gehende Eduard Pendorf bestritt am 21. März 1913 in Berlin-Mariendorf gegen Englands Amateure (0:3) sein erstes Länderspiel. Die Läuferreihe bildeten dabei drei Debütanten: Otto Völker, Pendorf und Otto Jungtow. Nach einer neunjährigen Pause sollten 1922 noch zwei weitere Einsätze in der deutschen National-Elf folgen. Am 26. März hatte der VfB-Mittelläufer beim 2:2-Unentschieden gegen die Schweiz in Frankfurt am Main die zwei Fürther Außenläufer Hans Lang und Hans Hagen an seiner Seite. Beim überraschenden 2:0-Erfolg am 24. April in Wien gegen Österreich verteidigte der Leipziger zusammen mit dem Hamburger Henry Müller.

## Sonstiges
Pendorf beantragte am 1. Dezember 1939 die Aufnahme in die NSDAP und wurde zum 1. Januar 1940 aufgenommen (Mitgliedsnummer 7.937.667). Nach dem Zweiten Weltkrieg verließ er Leipzig, fand ab 1950 in Braunschweig eine neue Heimat und arbeitete hier als Prokurist bei der Deutschen Bank. Nach seiner aktiven Laufbahn betätigte er sich als erfolgreicher Trainer, auch am Fuß des Völkerschlachtdenkmals beim VfB und später beim SV Wacker Braunschweig. 
Sein jüngerer Bruder „Hansi“ Hans Pendorf war ihm unmittelbar vor Beginn des Ersten Weltkriegs von Olympia zum VfB Leipzig gefolgt und spielte dann als Rechtsaußen und Linksaußen mit ihm im Verein und in der mitteldeutschen Auswahl zusammen. Eduard Pendorf hatte zwei hervorragend Fußball spielende Söhne. Ralph spielte von 1948/49 bis 1954/55 in der Oberliga Nord bei Eintracht Braunschweig und dem Hamburger SV, Edy junior kam bei Eintracht Osnabrück ebenfalls in der Oberliga Nord zum Zuge.